# Z4 (série de televisão)
Z4 é uma série de televisão brasileira produzida pela Disney Channel Brasil, SBT e Realiza Network e exibida pela Disney Channel Brasil em parceria com o SBT entre 25 de julho e 29 de agosto de 2018 em 26 episódios. Com direção de Márcio Trigo, a série é roteirizada por Newton Cannito, com supervisão de roteiro de Leonor Corrêa. A série teve sua estreia no SBT em 25 de julho de 2018, sendo exibida no Disney Channel 5 dias depois em 30 de julho. A série estreiou na Netflix em 10 de dezembro de 2018.
Conta com Werner Schünemann, Gabriel Santana, Pedro Rezende, Apollo Costa, Matheus Lustosa, Manu Gavassi, Angela Dippe e Paulo Dalagnoli nos papeis principais.

## Produção
Teve seus investimentos de produção pagos com investimentos públicos e privados – Ancine por meio do programa Brasil de Todas as Telas e Fundo Setorial do Audiovisual. No piloto, gravado em 2015, o ex-Titãs Paulo Miklos atuava como o produtor musical e os atores Matheus Chequer, Gabriel Santana, Filipe Bragança e Matheus Lustosa, todos de Chiquititas, compunham a banda. Cada capítulo, que tem duração de meia hora cada um, custou R$ 500 mil, em média, segundo a produção da série. A atração levou três anos para sair do papel.

## Enredo
Após ter levado vários artistas ao estrelato, Zé Toledo (Werner Schünemann) vive uma fase difícil sem lançar nenhum novo artista de sucesso. Disposto a reafirmar sua importância no mercado fonográfico ele decide montar uma boy band, embalado pelo sucesso internacional do formato. Quatro garotos são selecionados para o projeto: Luca (Pedro Rezende) é um youtuber famoso graças à seus vídeos sobre música; Paulo (Gabriel Santana) é um dançarino talentoso, que luta para conquistar seu espaço mesmo tendo vindo de uma família pobre; Rafael (Matheus Lustosa) é tímido, mas um excelente cantor; já Enzo (Apollo Costa) foi criado por sua família rica para gostar de música clássica, mas é apaixonado pelo universo da música pop.
Para lapidar a banda, Zé conta com o auxílio da coreógrafa Pâmela (Manu Gavassi), sua filha, do professor de teatro Ramiro (Paulo Dalagnoli) e da assessora Judith (Angela Dippe), responsável por cuidar dos meninos no casarão que vão morar juntos. Para atingir o sucesso, eles tem que enfrentar as armações de Felipe (Diego Montez), ex-namorado de Pâmela que culpa a banda pelo fim do relacionamento com a professora, e de Giovana (Marina Brandão), aluna de Pâmela que vislumbra tomar seu lugar como coreógrafa da banda com a ajuda do irmão Leandro (Nicholas Torres)

## Exibição

### Divulgação
Existe uma expectativa de que z4 tenha força para ser algo similar à banda mexicana RBD, formada durante a exibição de Rebelde (2004-06), telenovela do México que também foi exibida pelo SBT. Em abril de 2018, durante a feira de televisão Rio Content Market, Daniela Busoli, CEO da Formata Produções, se mostrou empolgada com o projeto e antecipou que a produção vai estrear com exibição garantida em vários países, com músicas próprias compostas em português e espanhol e que haverá venda de discos pela Sony Music. Sobre a banda ser um novo RBD, Busoli comentou: "A verdade é que tem uma carência de boy band hoje. Depois de One Direction, a gente viu isso como uma oportunidade. É cíclico! Pode ser que vire, tudo vai depender se pegar a série ou não". Além disso, os executivos acreditam que o seriado possa faturar com diversos produtos licenciados. Como forma de promover a nova produção, o SBT preparou a divulgação da série em programas da emissora como A Praça É Nossa, The Noite, Programa Raul Gil e Domingo Legal. A coletiva de imprensa aconteceu em 18 de julho na sede do SBT e contou com a presença do elenco e dos diretores da nova produção.

### Horário
Estava sendo exibida desde 25 de julho, de segunda a sexta, logo após Chiquititas às 22h. A exibição pelo Disney Channel começou em 30 de julho, às 19h.

## Episódios
|  | 1 | 26 | 25 de julho de 2018 | 29 de agosto de 2018 |

## Elenco

### Principal
| Intérprete        | Personagem               |
| ----------------- | ------------------------ |
| Werner Schünemann | José Toledo (Zé Toledo)  |
| Gabriel Santana   | Paulo Almeida dos Santos |
| Pedro Rezende     | Luca Muller              |
| Apollo Costa      | Enzo Mollinari Ribeiro   |
| Matheus Lustosa   | Rafael Alegria (Rafa)    |
| Manu Gavassi      | Pâmela Toledo            |
| Angela Dippe      | Judith Valadares         |
| Paulo Dalagnoli   | Ramiro                   |
| Diego Montez      | DJ Felipe Vasques        |
| Marina Brandão    | Giovana Renzo            |
| Nicholas Torres   | Leandro Renzo            |
| Clara Caldas      | Débora Werner            |

### Recorrente
| Intérprete         | Personagem                   |
| ------------------ | ---------------------------- |
| Carol Loback       | Alícia Muller / Indira       |
| Luiz Machado       | Marcus Muller / Mahatma      |
| Gabriel Miller     | Mahavishnu Muller (Maha)     |
| Negra Li           | Fátima Almeida dos Santos    |
| Marcos Machado     | Carlos dos Santos            |
| Viviane Santos     | Jéssica Almeida dos Santos   |
| Patrícia de Sabrit | Maria Lúcia Molinari Ribeiro |
| Flavio Faustinoni  | Humberto Molinari Ribeiro    |
| César Pezzuoli     | Alfredo Alegria              |
| Bárbara Bruno      | Emília Alegria               |
| Pedro Lopes        | Luizinho                     |
| Stephanie D'Amico  | Nina                         |

### Participações especiais
| Intérprete      | Personagem      |
| --------------- | --------------- |
| Matheus Chequer | Manoel / Marlon |
| Rayssa Zago     | Cibele          |
| Celso Portiolli | Ele mesmo       |
| Isaías Barbosa  | Liminha         |

## Música
| Música                        | Cantores        |
| ----------------------------- | --------------- |
| "Z4"                          | Z4              |
| "Conectando"                  | Z4              |
| "Não Dá"                      | Rezende         |
| "Garota Que Fez Minha Cabeça" | Matheus Lustosa |
| "Top Demais"                  | Z4              |
| "Amigo"                       | Z4              |
| "É Pressão"                   | Z4              |

## Audiência
Em São Paulo, principal mercado publicitário do país, o primeiro episódio da série registrou 12,9 pontos de média, 14 pontos de pico e 19% de share (número de televisores ligados), garantindo ao SBT a vice-liderança. No Rio de Janeiro, a série também estreou  na vice-liderança, com 9 pontos de média, 10 pontos de pico, 13% de share (número de televisores ligados).
| Episódios   | Data de exibição      | Audiência |
| ----------- | --------------------- | --------- |
| Episódio 1  | 25 de julho de 2018   | 12,9      |
| Episódio 2  | 26 de julho de 2018   | 11,7      |
| Episódio 3  | 27 de julho de 2018   | 10,4      |
| Episódio 4  | 30 de julho de 2018   | 10,2      |
| Episódio 5  | 31 de julho de 2018   | 10,3      |
| Episódio 6  | 1.º de agosto de 2018 | 12,9      |
| Episódio 7  | 2 de agosto de 2018   | 10,8      |
| Episódio 8  | 3 de agosto de 2018   | 11,2      |
| Episódio 9  | 6 de agosto de 2018   | 10,6      |
| Episódio 10 | 7 de agosto de 2018   | 10,6      |
| Episódio 11 | 8 de agosto de 2018   | 11,3      |
| Episódio 12 | 9 de agosto de 2018   | 10,3      |
| Episódio 13 | 10 de agosto de 2018  | 9,1       |
| Episódio 14 | 13 de agosto de 2018  | 10,3      |
| Episódio 15 | 14 de agosto de 2018  | 9,3       |
| Episódio 16 | 15 de agosto de 2018  | 10,9      |
| Episódio 17 | 16 de agosto de 2018  | 10,3      |
| Episódio 18 | 17 de agosto de 2018  | 10,4      |
| Episódio 19 | 20 de agosto de 2018  | 10,1      |
| Episódio 20 | 21 de agosto de 2018  | 9,6       |
| Episódio 21 | 22 de agosto de 2018  | 10,9      |
| Episódio 22 | 23 de agosto de 2018  | 10,2      |
| Episódio 23 | 24 de agosto de 2018  | 9,1       |
| Episódio 24 | 27 de agosto de 2018  | 10,5      |
| Episódio 25 | 28 de agosto de 2018  | 10,6      |
| Episódio 26 | 29 de agosto de 2018  | 10,9      |
| Média Geral | 10,5                  | 10,5      |